# Festival canadien des tulipes
Le Festival canadien des tulipes (en anglais : Canadian Tulip Festival, en néerlandais : Festival de Canadese van de Tulp ) est un festival des tulipes  qui a lieu chaque année en mai à Ottawa, au Canada.
Le festival se veut le plus grand festival de tulipes au monde, présentant plus d'un million de tulipes, avec une participation de plus de 650 000 visiteurs chaque année. De grandes expositions de tulipes sont plantées dans toute la ville, dont les plus grandes se trouvent souvent dans le parc des Commissaires sur les rives du lac Dow, et le long du canal Rideau avec 300 000 tulipes plantées là seulement.
Le festival est une manifestation culturelle et historique de la relation spéciale entre le Canada et les Pays-Bas. Il a pour origine des dons commémoratifs de tulipes au Canada par les Pays-Bas à la suite des actions canadiennes pendant la Seconde Guerre mondiale. Le Canada a alors accueilli la famille royale néerlandaise en exil et les forces canadiennes ont dirigé la libération des Pays-Bas,,. Les Pays-Bas continuent d'envoyer 20 000 bulbes au Canada chaque année (10 000 de la famille royale et 10 000 de l'Association néerlandaise des producteurs de bulbes).

## Histoire
Durant la Seconde Guerre mondiale, Seymour Cobley, de la Royal Horticultural Society, fit don de 83 000 tulipes au Canada entre 1941 et 1943, en hommage à l'engagement canadien dans la guerre. Cependant, son don n'a pas donné lieu à des événements ou festivals majeurs.

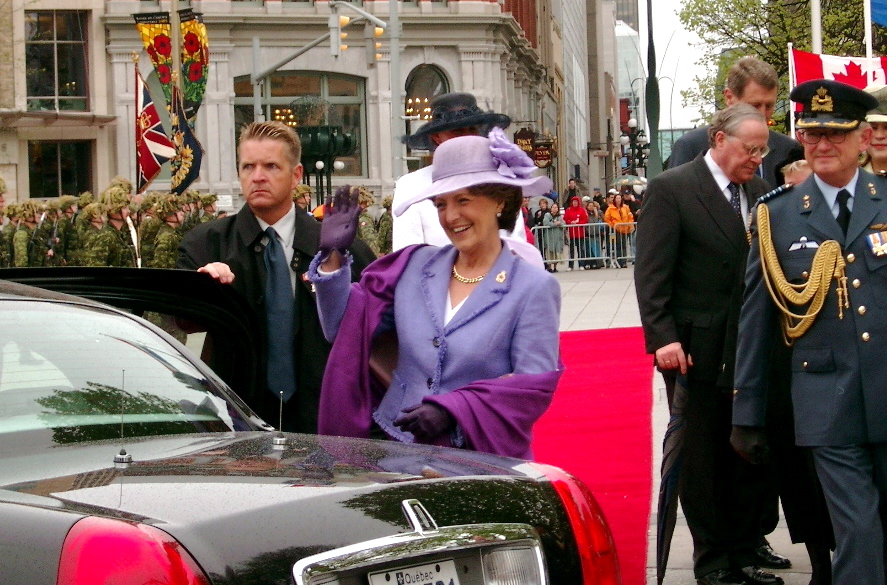
La princesse Margriet des Pays-Bas au Festival canadien des tulipes en mai 2002

En 1945, la famille royale néerlandaise envoya 100 000 bulbes de tulipes à Ottawa en remerciement  de l'hébergement par le Canada de la future reine Juliana et sa famille pendant les trois années précédentes, durant l'occupation nazie des Pays-Bas. L'événement le plus marquant de leur séjour au Canada fut la naissance de la princesse Margriet à l'Hôpital Civic d'Ottawa en 1943. La maternité fut temporairement déclarée extraterritoriale par le gouvernement canadien, de sorte que la princesse Margriet ait uniquement à la naissance la citoyenneté néerlandaise de sa mère,. En 1946, Juliana envoya 20 500 bulbes supplémentaires, demandant la création d'une exposition pour l'hôpital, et promit d'en envoyer 10 000 de plus chaque année. En 1963, le festival présentait plus de 2 millions de tulipes, chiffre qui atteignit près de 3 millions en 1995.

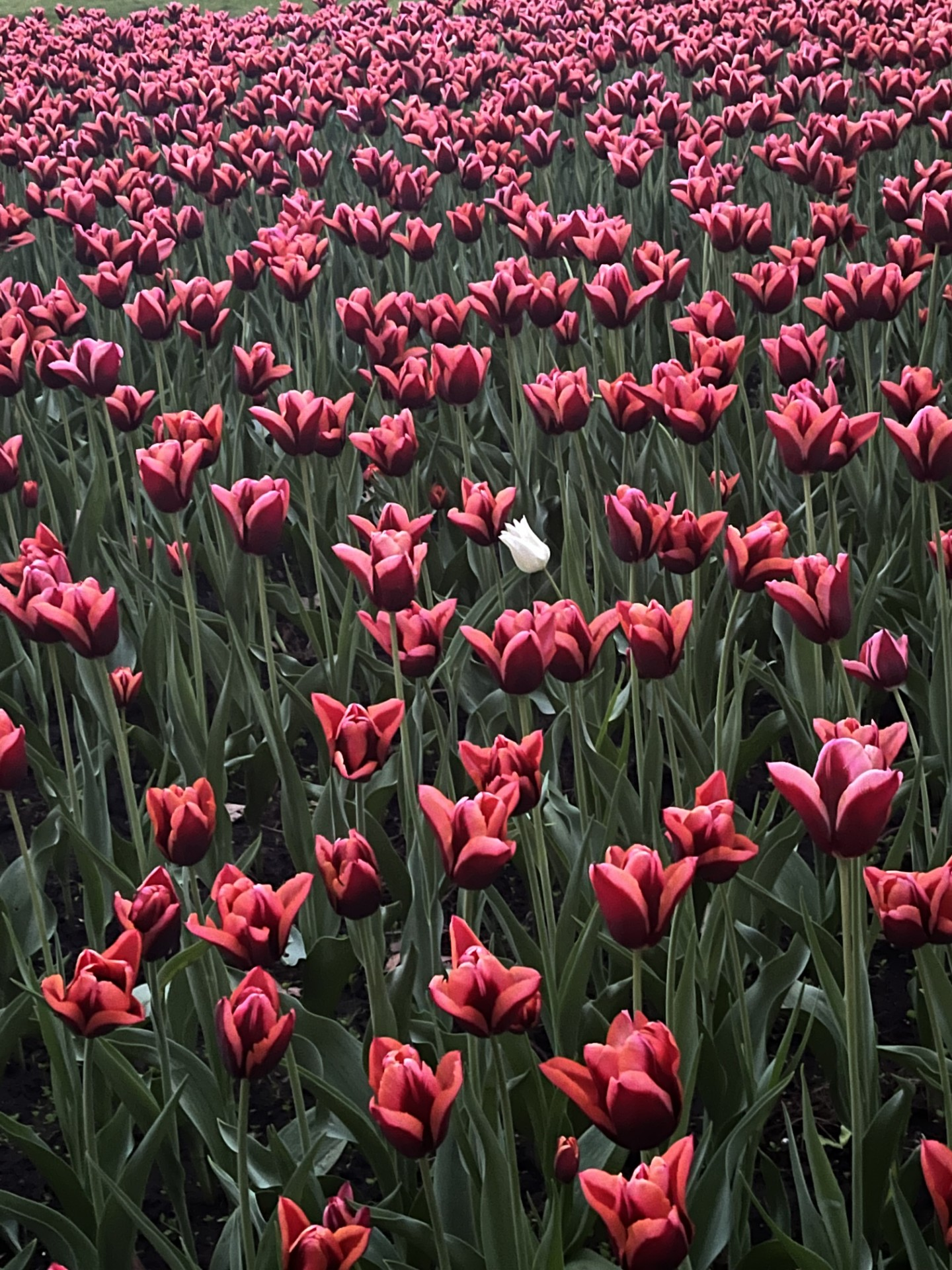
Festival canadien des tulipes, 2024

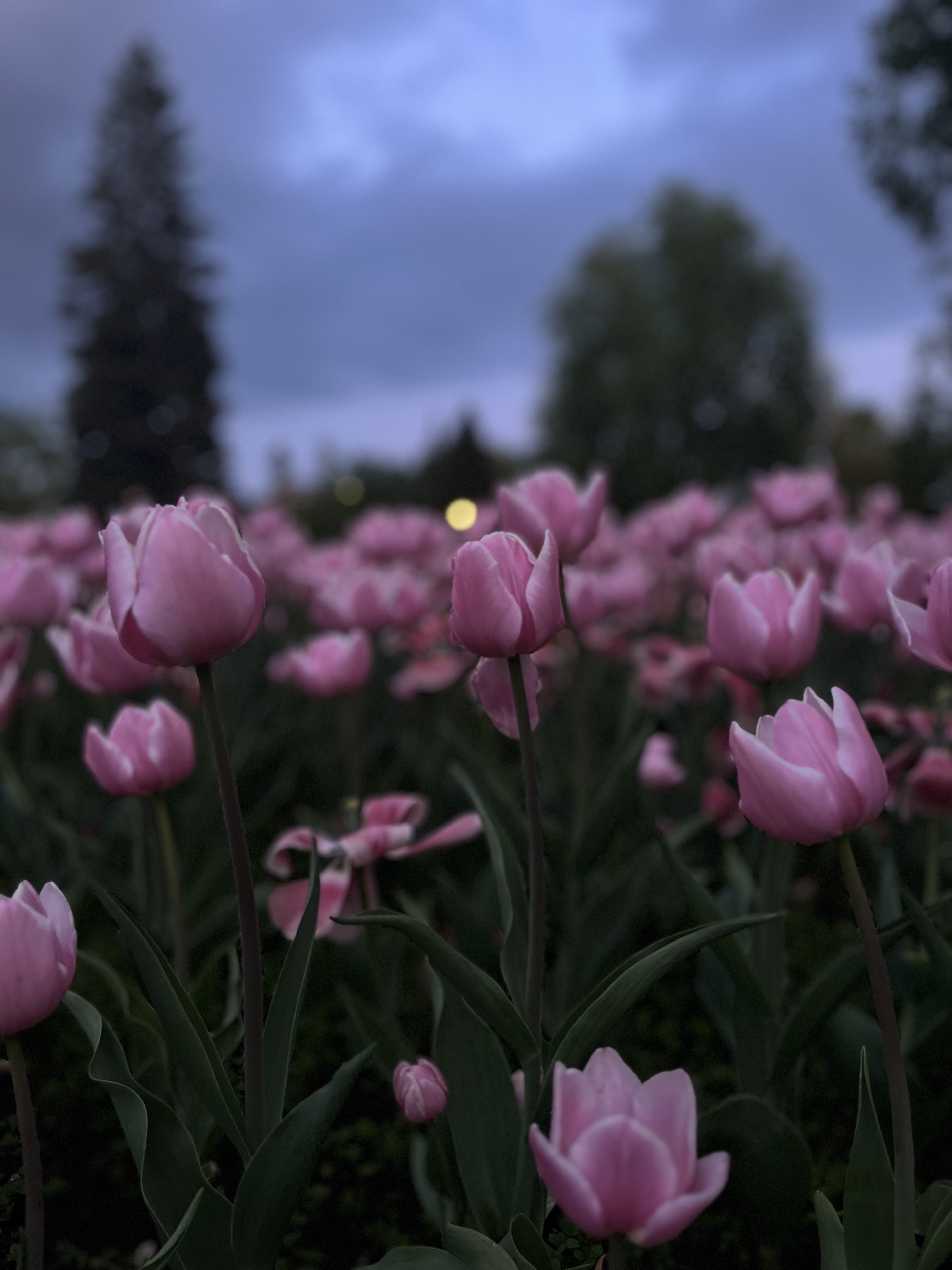
Festival canadien des tulipes, Mai 2024

Dans les années qui ont suivi le don initial de la reine Juliana, Ottawa est devenue célèbre pour ses tulipes. En 1953, la Chambre de commerce d'Ottawa et le photographe Malak Karsh ont organisé le premier « Festival canadien des tulipes ». La reine Juliana est revenue célébrer le festival en 1967, et la princesse Margriet est revenue en 2002 pour célébrer son 50e anniversaire.
Pendant de nombreuses années, le festival a proposé une série de concerts en plein air en plus de la présentation des tulipes. Le festival de 1972 a vu Liberace donner un concert d'ouverture, et celui de 1987, la chanteuse canadienne Alanis Morissette a fait sa première apparition à l'âge de 12 ans,. The Trews se sont fait connaître après avoir assuré la première partie de Big Sugar au festival de 2003. Le groupe montréalais General Rudie s'est également fait connaître très tôt en se produisant au festival de 2000.
Pendant une douzaine d’années, entre 1994 et 2006, le Festival canadien des tulipes a célébré les pays du monde entier qui ont également adopté la tulipe comme symbole d’amitié internationale.
Au début des années 2000, le festival s'est détourné des tulipes pour privilégier d'autres attractions, comme les concerts et la foire artisanale. De plus, les conditions météorologiques des années précédentes avaient affecté les entrées et la vente de billets. En 2003, le mauvais temps et les faibles ventes de billets pour un concert de The Guess Who ont causé au festival une perte estimée à 100 000 $. Des concerts ultérieurs ont accueilli des groupes moins connus, mais ils ont entraîné une baisse encore plus importante des ventes de billets en raison de la méconnaissance de ces groupes par le public, qui s'est ajoutée aux mauvaises conditions météorologiques. En octobre 2006, le festival a déposé son bilan. Malgré un renflouement de 75 000 $ de la ville, le festival ne disposait que de 65 000 $ pour éponger une dette de 750 000 $. Pour sauver le festival, David Luxton, PDG d'Allen-Vanguard, un fabricant de systèmes de détection d'explosifs basé à Ottawa, a racheté la dette afin de permettre sa réorganisation.
En 2007, le festival a été réorganisé sous une nouvelle direction. Les droits d'entrée au parc ont été supprimés et une nouvelle activité, Celebridée : une célébration des idées, a été introduite. Un autre volet du festival 2007 était une collecte de fonds au profit de War Child Canada. Celebridée a continué de croître depuis sa création en 2007. Parmi les intervenants de 2008 figuraient Sir Salman Rushdie, Chris Anderson de Wired, l'auteur Jared Diamond et la pianiste Angela Hewitt.
En 2019, le festival a de nouveau changé de direction, avec un conseil d'administration et une équipe de direction plus jeunes. L'objectif de cette équipe était de « réancrer » le festival dans son histoire et dans l'horticulture. Le festival a retrouvé son emplacement unique au parc des Commissaires, avec une cérémonie du Jour des anciens combattants au cimetière Beechwood.
En 2020, les célébrations prévues pour le 75e anniversaire de la Libération des Pays-Bas se sont déroulées virtuellement en raison de la pandémie de COVID-19, en utilisant la photographie aérienne et des prises de vue à 360 degrés pour présenter les tulipes. Dans le cadre de la campagne de commémoration Libération75, 1,1 million de tulipes orange en forme de couronne Libération75 (anciennement appelées variété Orange Emperor), en plus des tulipes rouge foncé Canadian Liberator, ont été envoyées par des producteurs néerlandais et plantées partout au Canada en hommage aux 1,1 million de Canadiens qui ont servi pendant la Seconde Guerre mondiale,.